# AMD Am2900

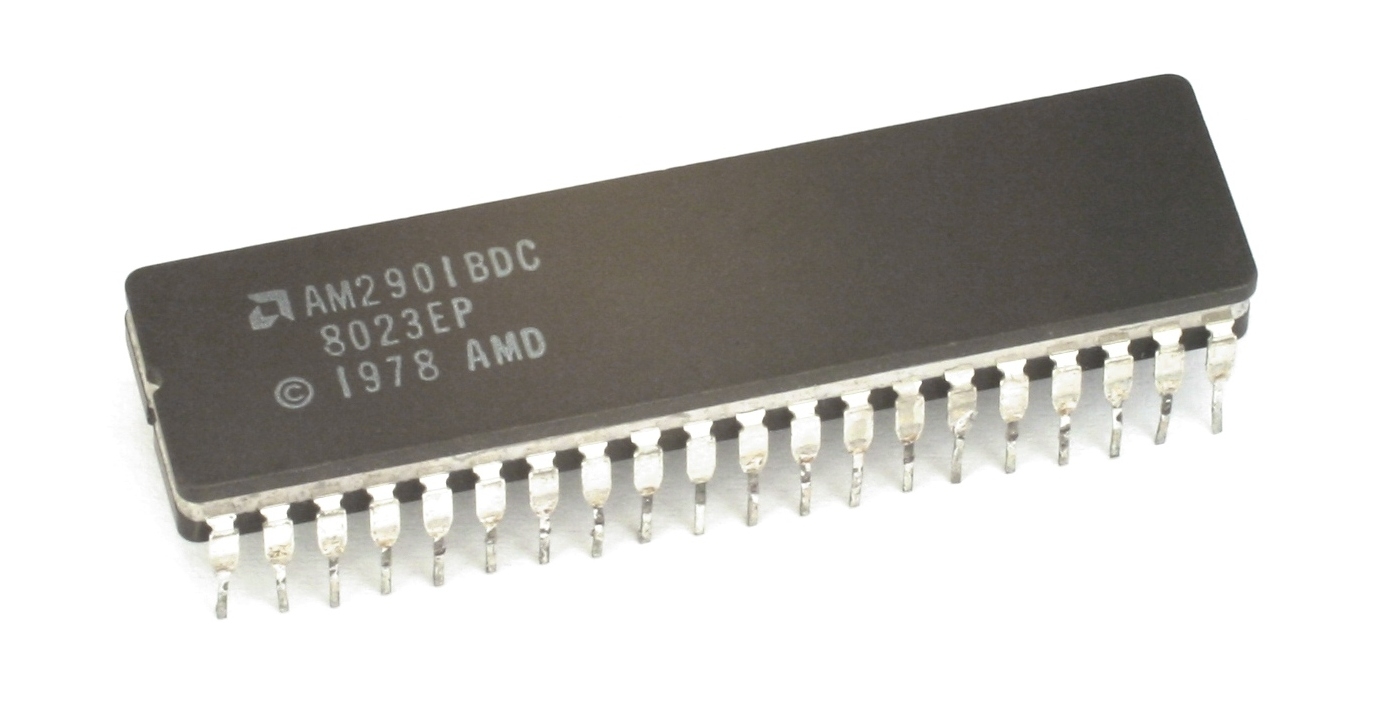

Am2900 è una famiglia di circuiti integrati creata nel 1975 da AMD. Sono stati costruiti con dispositivi bipolari e sono stati progettati per essere utilizzati come componenti modulari, ognuno rappresentante un aspetto differente della CPU di architettura bit slice.
Per problemi complessi sono richiesti circuiti con parecchi Am2901, problemi più semplici sono risolvibili invece con l'utilizzo di una singola CPU. Il circuito integrato Am2901 rappresentava l'ALU, e il nucleo della serie.
La loro potenza di calcolo superava di 10 volte quella dei microprocessori monolitici del tempo se impiegati in circuiti ben ottimizzati e qui la velocità della CPU finale non è data dai 16 MHz del 2901 bensì dal sistema periferico le cui PROM a fusibile potevano andare dai 25 ad oltre i 70 ns mentre quando serve un buffer il 74 LS244 ha 18 ns di propagazione al contrario della versione Fast in cui il 74F244 mostra 6.2 ns di caso pessimo.
Il loro principale concorrente era l'economico SN 74S181 Texas Instruments dotato di potenza molto minore.